# Hiraea
Hiraea é um género botânico pertencente à família Malpighiaceae.